# مومبيلتران
بلدية مومبيلتران (بالإسبانية: Mombeltrán) هي بلدية تقع في مقاطعة آبلة التابعة لمنطقة قشتالة وليون وسط إسبانيا.

## الديموغرافيا
بلغ عدد سكان بلدية مومبيلتران 1.228 نسمة عام 2011 (وفقاً للمعهد الوطني للإحصاء الإسباني).
| 1.125 | 1.175 | 1.130 | 1.141 | 1.184 | 1.220 | 1.228 |